# Абрамцево-кудринская резьба

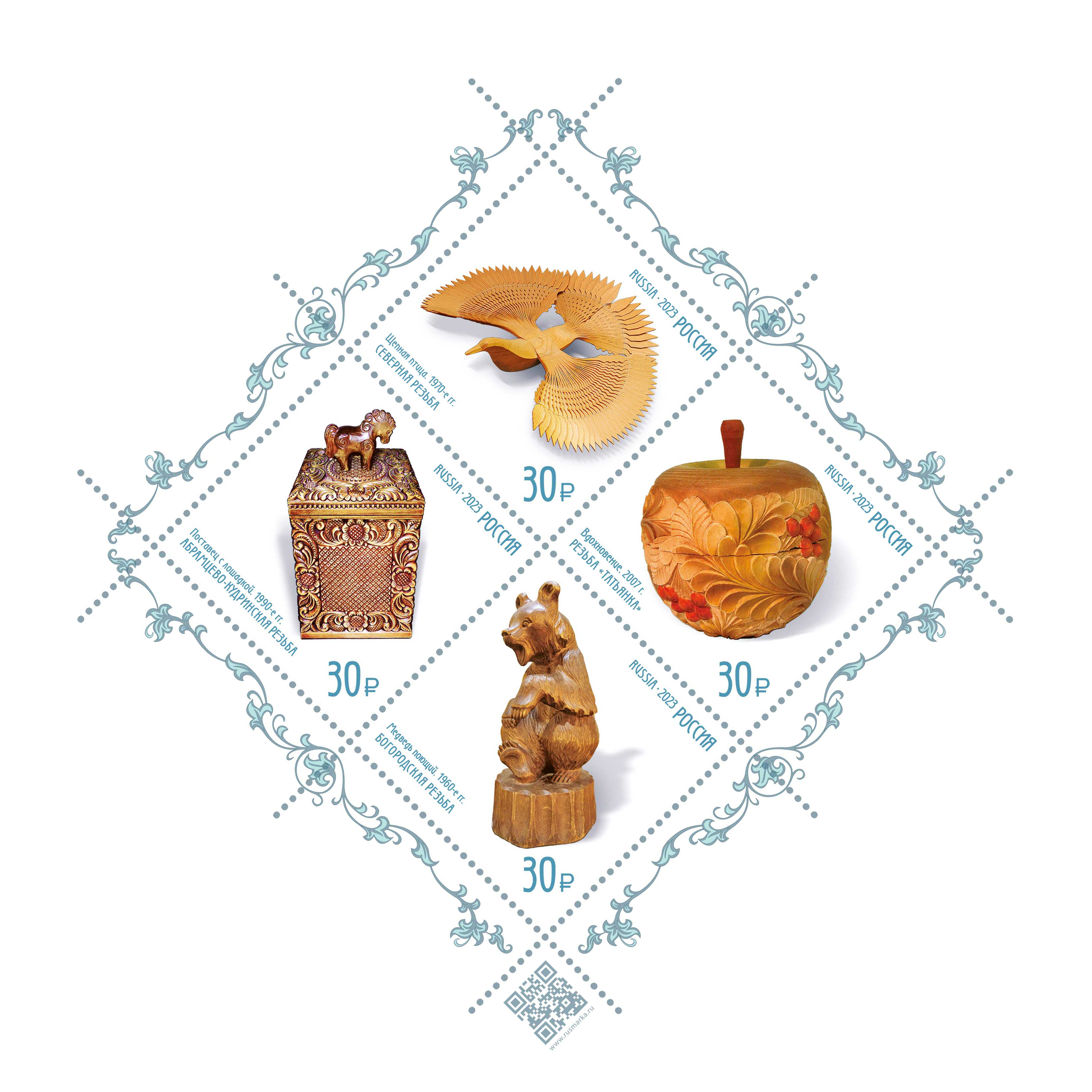
Серия «Декоративно-прикладное искусство России». Резьба по дереву. Квартблок, 2023 г.

Абра́мцево-ку́дринская резьба́ — художественный промысел резьбы по дереву, сформировавшийся в конце XIX века в окрестностях подмосковной усадьбы Абрамцево. Возникновение промысла тесно связано с художниками абрамцевского кружка и в первую очередь Е. Д. Поленовой, организовавшей в усадьбе С. И. Мамонтова в 1882 году столярно-резчицкую мастерскую, в которой учились и работали резчики из окрестных сёл: Хотьково, Ахтырка, Кудрино, Мутовки.
При организации мастерской особое внимание уделялось учебной деятельности, созданию и поддержанию творческого настроя среди учеников. Помимо обучения навыкам резьбы в мастерской преподавался рисунок, основы живописи. Проводились занятия в Абрамцевском музее: в усадьбе была собрана большая коллекция предметов народного искусства. Выпускники мастерской получали в подарок инструменты для организации своего дела.

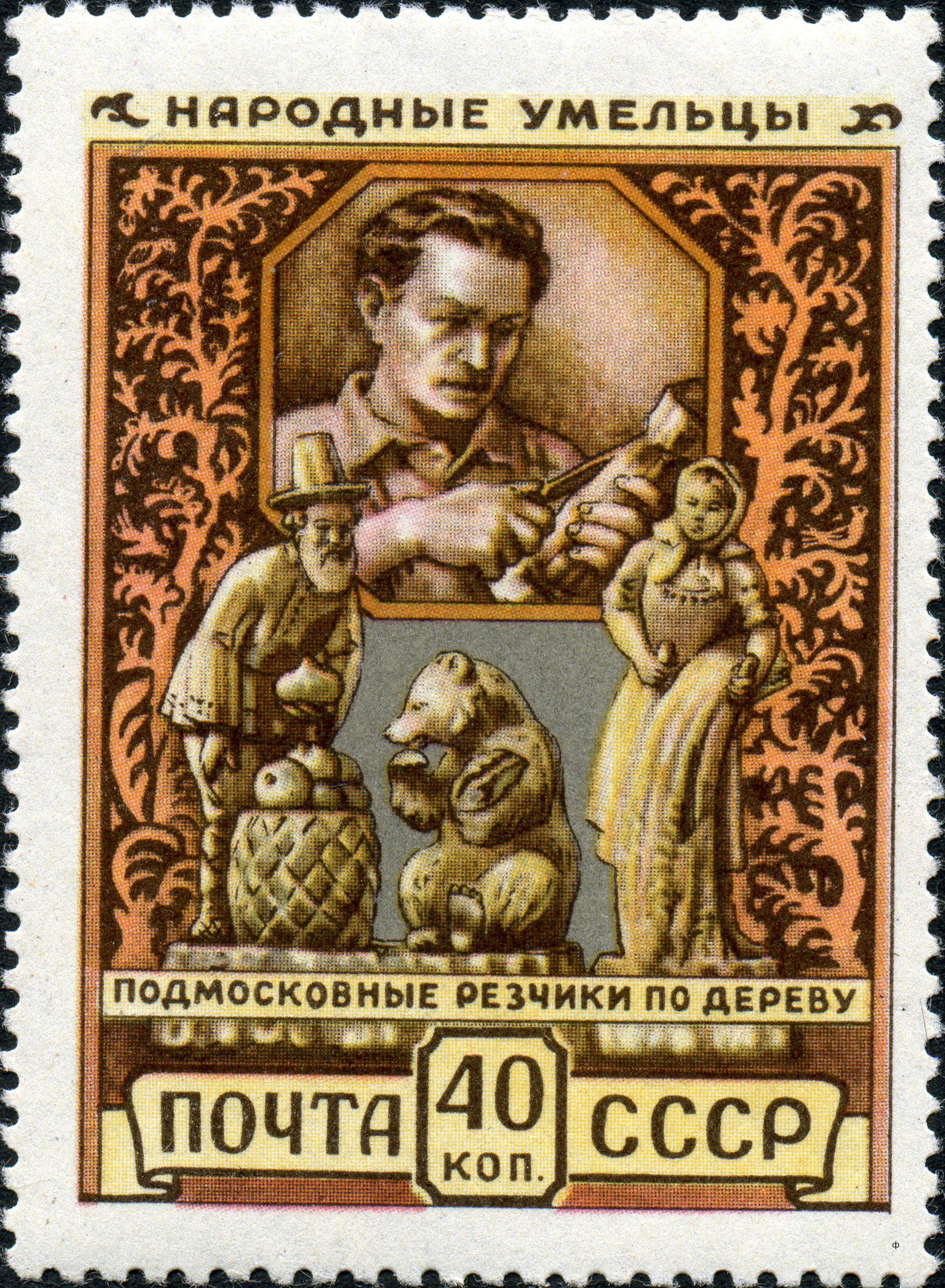
Подмосковные резчики на почтовой марке 1957 года

В 1890 году один из учеников, В. П. Ворносков, основал собственное производство в родном селе Кудрино и стал работать по заказам абрамцевской мастерской. Эта, первоначально небольшая, мастерская и легла в основу будущего промысла. В кудринской мастерской сформировался особый стиль орнаментальной резьбы, были найдены удачные сочетания плоскорельефной резьбы с геометрической, заложены принципы органичного использования резного декора в утилитарных предметах. В первые годы работы большую помощь в становлении особого «ворносковского» стиля оказали профессиональные художники — В. И. Соколов, С. В. Малютин, сотрудники Кустарного музея.
Изделия Ворноскова и его последователей — ковши, шкатулки, бочата, солонки, декоративные блюда и вазы, покрытые ритмичным растительным орнаментом, — отличает разнообразие тонировки, подчёркивающей природную красоту дерева. В основе растительного орнамента лежат не только образцы резных крестьянских изделий и домового декора, но и орнаментальные заставки старопечатных книг. Развитие орнамента кудринских мастеров шло от соединения отдельных элементов — веточек, завитков, розеток — к цельным орнаментальным композициям, покрывающим всё изделие.
В 1922 году в Кудрине была организована артель «Возрождение», которая стала быстро развиваться, в середине 1930-х годов в ней работало уже более 120 человек. Изделия артели пользовались большим спросом, неоднократно отмечались дипломами советских и международных выставок. В 1936 году был выполнен уникальный заказ: оформление одного из входов на выставку народного искусства в Третьяковской галерее. Это единственная работа кудринцев в области монументального искусства. К Международной выставке в Париже в 1937 году кудринцы подготовили обширную коллекцию, для которой были повторены многие ранние вещи В. П. Ворноскова. 
В последующие годы развивали промысел мастера и художники разных поколений — В. В. Ворносков, М. В. Артемьев, А. И. Гуляева, З. Н. Бородулина, Т. В. Альхимович, Л. В. Баркан, Н. Н. и Г. И. Симанкины. В настоящее время центр промысла находится в городе Хотьково Сергиево-Посадского района, где работает фабрика резных художественных изделий. Мастеров абрамцевско-кудринской резьбы готовит Абрамцевский  художественно-промышленный колледж имени В. М. Васнецова.